# Clarks (przedsiębiorstwo)
C. & J. Clark International Ltd. (znane głównie pod nazwą Clarks) – brytyjskie przedsiębiorstwo zajmujące się produkcją oraz sprzedażą detaliczną i hurtową obuwia. Siedziba przedsiębiorstwa znajduje się we wsi Street, w hrabstwie Somerset, w Anglii.
Przedsiębiorstwo zostało założone w 1825 roku przez Cyrusa i Jamesa Clarka.
Obecnie przedsiębiorstwo Clarks działa w ponad 50 krajach, w tym w Wielkiej Brytanii i Irlandii oraz państwach Ameryki Północnej, Europy i Azji.